# Sead Seferović
Sead Seferović (* 28. April 1970) ist ein ehemaliger bosnisch-herzegowinischer Fußballspieler. Der Stürmer war bosnisch-herzegowinischer Nationalspieler.
Er spielte zu Beginn seiner Karriere beim FK Mogren in der zweiten jugoslawischen Liga. 1992 wechselte er zu Pazinka Pazin in die kroatische 1. HNL. 1993/94 stand er bei Xamax Neuchâtel in der Schweiz unter Vertrag. Danach ging er zu Hajduk Split, mit dem er 1995 mit Meisterschaft und Pokal das kroatische Double gewann. Nach der Runde wechselte er zu UANL Tigres, mit denen er 1996 mexikanischer Pokalsieger wurde. Danach spielte er wieder in Kroatien für den HNK Rijeka. 2001 wechselte er nach Bosnien-Herzegowina zu Željezničar Sarajevo, mit dem er 2002 Meister wurde. In der Qualifikation der UEFA Champions League 2002/03 erreichte er mit Sarajevo die dritte Runde. Dort wurde er jedoch im Spiel gegen Newcastle United positiv auf Ephedrin getestet und wegen Dopings für ein Jahr gesperrt. Danach beendete er seine Laufbahn.
Seferović wurde 2001 in die bosnisch-herzegowinische Nationalmannschaft berufen und schoss ein Tor.